# Willem Egbert Saris
Willem Egbert Saris (Leiden, 8 juli 1943) is een Nederlands socioloog, emeritus hoogleraar Statistiek en Methodologie van de sociale wetenschappen aan de Universiteit van Amsterdam, en voormalig ICREA hoogleraar aan ESADE in Barcelona. 
Saris is vooral bekend voor zijn werk betreffende  "causale modellen in niet-experimenteel onderzoek", meetfouten in survey onderzoek (MTMM analyies), ontwikkeling van het programma SQP, en procedures voor het corrigeren van meetfouten. 

## Biografie
Saris heeft zijn studie sociologie afgerond aan de Universiteit Utrecht in 1968 en promoveerde aan de Universiteit van Amsterdam in 1979. 
Saris werd hoogleraar in de politieke wetenschappen, in het bijzonder de methodologie van de sociale wetenschappen, in 1983 aan de Universiteit van Amsterdam, waar hij tot 2001 werkt. In 1984 richtte hij de sociometrische Research Foundation op om sociaal-wetenschappelijk onderzoek door de toepassing van statistiek te verbeteren. In 1998 werd hij lid van de methodologie groep die de start van de European Social Survey (ESS) voorbereidde. Als gevolg daarvan was hij ook lid van het Central Coordinating Team van de EVS van 2000 tot 2012.
In 2001 verhuisde hij naar Barcelona, waar hij een positie als ICREA hoogleraar aan ESADE had. Hij was ook 2009-2012 directeur van het Wetenschappelijk Onderzoek- en Expertisecentrum voor Survey Methodologie (RECSM) aan de Universiteit Pompeu Fabra. Hij was ook een van de oprichters en de eerste voorzitter van de Europese Survey Research Association (ESRA), die een groot succes bleek. Saris begeleidde ongeveer 25 promovendi. 

### Onderscheidingen
Als lid van het Central Coordination Team (CCT) van de European Social Survey werd Saris laureaat van de Descartes-prijs 2005 voor het beste gezamenlijk onderzoek. In 2009 ontving hij de Helen Dinerman award van de World Association for Public Opinion Research (WAPOR) als erkenning voor zijn levenslange bijdrage aan de methodologie van de publieke opinie onderzoek. 
In 2011 ontving Saris een doctor honoris causa van de Universiteit van Debrecen (Hongarije). In 2013 ontving hij voor zijn belangrijke bijdrage  aan survey onderzoek een prijs van de ESRA. In 2014 werd hij bekroond samen met Daniel Oberski door de American Association for Public Opinion Research met de Warren J. Mitofsky Innovators Award voor de Survey Quality Predictor (SQP 2.0) en zijn bijdrage aan de verbetering van ontwerp van de vragenlijst.

## Werk
De meest opmerkelijke bijdragen in de academische carrière van Saris betreffen de test voor misspecifications in SEM (JRule), Variatie in reactie functies (VRF), en uitwerking van concepten als vaste referentiepunten, telepanel, en de keuze vragenlijst.
Verder ontwikkelde hij een Drie stappen procedure, een True score MTMM model, het Splitt Ballot MTMM ontwerp en model (SB-MTMM), de Survey quality predictor (SQP), en een eenvoudige procedure voor het corrigeren van meetfouten.
Saris heeft ook een belangrijke bijdrage geleverd aan de European Survey Research Association (ESRA).

### Studie van politieke besluitvorming
Over een lange periode van jaren was Saris betrokken met Irmtraud Gallhofer in een toegepast onderzoeksproject gericht op de politieke besluitvorming op basis van de notulen van de overheid of noten van adviseurs van de overheid. Na de ontwikkeling van betrouwbare instrumenten voor analyse, pasten zij hun aanpak toe op vele verschillende beslissingen van de Nederlandse regering en belangrijke beslissingen in de wereldgeschiedenis zoals besluiten met betrekking tot het begin van de Eerste en Tweede Wereldoorlog, de Cuba raketten crisis en het gebruik van de atomaire bommen in 1945. 
Dit onderzoek was in de eerste plaats gericht op de argumentatie van de individuele beslissers. In een latere fase, werd het onderzoek uitgebreid tot de studie van gezamenlijke besluitvorming door dezelfde gouvernementele organisaties. Het meest opvallende resultaat was dat de beslissers zo simpel argumenteren met betrekking tot zulke ernstige problemen van oorlog en vrede.

### Statistische aspecten van modellen structurele vergelijking (SEM)
Bezorgd over de testprocedures van structural equation modellen, werkte Saris samen met Albert Satorra voor vele jaren om die procedures te verbeteren. Ze hebben verschillende procedures ontwikkeld om structurele vergelijkingsmodellen te evalueren. 
Het eindproduct was een procedure voor het detecteren van misspecificaties in modellen rekeninghoudend met de power van de test. Een programma (JRule) is ontwikkeld voor deze tests door William van der Veld.

### Onderzoek naar de verbetering van meetinstrumenten in survey-onderzoek
Toepassing van Statistische aspecten van modellen structurele vergelijking (SEM) liet zien hoe groot de fouten waren in enquêtegegevens. Daarom richtte Saris zijn onderzoek op procedures om meetinstrument te verbeteren, zoals de toepassing van de continue  schalen in plaats van categorie schalen. Daarbij ontdekte hij dat mensen antwoorden kunnen geven in zeer nauwkeurige wijze, maar op verschillende manieren. Deze variatie in responsfuncties zal worden opgevat als meetfout wanneer die niet wordt ontdekt. Om dit probleem te voorkomen stelde hij voor twee vaste referentiepunten te gebruiken op een schaal. 
Ook werden studies uitgevoerd om de meting met behulp van computerondersteunde gegevensverzameling te verbeteren, met name om het effect van de interviewer in de gegevensverzameling te verwijderen. Laatstgenoemde onderzoek leidde tot de ontwikkeling in 1986 van de Telepanel een procedure vergelijkbaar met de Web survey maar op een tijdstip voordat het web bestond. 
Gezien het bekende feit dat de meeste mensen niet veel over vele problemen weten en geïnspireerd door de theoretische besluitvormingstheorie bestudeerd in een vorig project is een onderzoekslijn  ontwikkeld om een hulpmiddel te ontwikkelen voor mensen om te participeren in de besluitvorming met betrekking tot de complexe vraagstukken. In dit verband is de Keuze-enquete door hem in samenwerking met Peter Neijens en Jan de Ridder ontwikkeld. In deze procedure moesten de respondenten eerst de nodige informatie evalueren over de kwestie voordat ze werden gevraagd om hun keuze te maken.
Vanwege het gebrek aan geldigheid van de voorstellen voor meetinstrumenten gespecificeerd, zelfs door experts op de verschillende terreinen, creëerde hij samen met Irmtraud Gallhofer de drie stappen procedure voor het ontwerpen van enquêtevragen. De suggestie is dat het gebruik van deze procedure de geldigheid van de voorgestelde vragen garandeert.

### Onderzoek betreffende de evaluatie van onderzoek meetinstrumenten met betrekking tot betrouwbaarheid en validiteit.
Toen Saris zich realiseerde dat men inderdaad enquête metingen kan verbeteren, maar de fouten nooit tot nul kan reduceren, besloot hij om zijn onderzoek te veranderen in de richting van het schatten van de omvang van de systematische en toevallige fouten in metingen om te kunnen corrigeren voor deze meetfouten. 
Geïnspireerd door het werk van Frank Andrews (1984) is een onderzoek programma  ontwikkeld in samenwerking met 11 verschillende onderzoeksgroepen in Europa uit verschillende landen. Eerst werd de aanpak om meetinstrumenten te evalueren,  de zogenaamde Multitrait-multimethod (MTMM) experiment, bestudeerd en een nieuw model voor MTMM model werd ontwikkeld in samenwerking met Frank Adrews. 
Dit zogenaamde True Score model zorgt voor de scheiding van toevallige en systematische fouten. Ook een nieuw ontwerp, het SB- MTMM design voor MTMM experimenten werd ontwikkeld om het aantal herhalingen van dezelfde vragen te verminderen in samenwerking met Albert Satorra en Germa Coenders. Vervolgens zijn de gegevens verzameld met dit ontwerp binnen het telepanel en de European Social Survey (ESS) en de gegevens werden geanaliseerd door de medewerkers van RECSM om de betrouwbaarheid (complement van toevallige fouten) en de geldigheid (complement van systematische fouten) van de vragen te bepalen.

### De ontwikkeling van een procedure om de kwaliteit van de enquête vragen te voorspellen
Waarschijnlijk de meest belangrijke ontwikkeling in zijn onderzoek vond plaats toen Saris zich realiseerde dat men nooit de betrouwbaarheid en validiteit van alle vragen kon studeren. Dit zou te duur en tijdrovend zijn. Dus suggereerde hij een coderingssysteem voor kenmerken van de vragen te ontwikkelen en dan via een meta-analyse de kwaliteit van de vragen te voorspellen op basis van de gecodeerde kenmerken van de vragen. 
Als deze voorspellingen goed genoeg zijn kan deze procedure ook worden gebruikt voor andere vragen die tot dusver niet bestudeerd zijn maar die dezelfde kenmerken hebben. Het bleek dat de voorspelling van de kwaliteit van de vragen, bepaald in MTMM experimenten, op basis van de kenmerken van de vragen, heel goed waren. Dit bracht hem op het idee om een computerondersteund expert systeem te ontwikkelen dat alle beschikbare informatie van de kenmerken van de vragen  gebruikt om de kwaliteit van de nieuwe vragen te voorspellen. 
Dit programma, genaamd Survey Quality Predictor of SQP werd voor het eerst ontwikkeld door hem in MS-DOS en later omgezet in een Windows-versie. Op dit moment is er een nieuwe versie (SQP 2.0) gemaakt door Daniel Oberski gebaseerd op 3700 vragen geëvalueerd via MTMM experimenten. Gebruikers kunnen hun eigen vragen toevoegen in de database en evaluatie van de kwaliteit van de vragen ontvangen met betrekking tot betrouwbaarheid en validiteit. 
Gebruikers krijgen ook informatie over mogelijke verbeteringen van de vragen. Het belang van dit programma is dat de evaluatie niet is beperkt tot de vragen die zijn geëvalueerd, maar kan worden gebruikt voor alle vragen waarvan de karakteristieken zijn gecodeerd in het systeem. Al deze vragen en de kwaliteitvoorspellingen zijn beschikbaar en voor iedereen gratis te gebruiken. Op deze manier groeit de kennisbasis van de vragen en de kwaliteit voorspellingen  met de dag. Momenteel bevat het programma reeds 67.000 vragen die door meer dan 2000 unieke gebruikers van het programma zijn geïntroduceerd in SQP.

## Meest relevante publicaties
Saris is auteur en coauthered van talrijke publicaties. Enkele van zijn belangrijkste relevante publicaties zijn hieronder vermeld, voor de belangrijkste onderwerpen. Om te beginnen zijn boeken:
- W.E. Saris, I.N. Gallhofer (Eds) (1987) Sociometric Research II: data analysis. London. MacMillan Press.
- W.E. Saris, I.N. Gallhofer (1987) Sociometric Research I: data collection. London. MacMillan Press.
- Gallhofer I.N. and W.E.Saris (1996) Foreign Policy Decision Making: A Qualitative and Quantitative Analysis of political Argumentation. Westport, Connecticut: Praeger Publishers.
- I.N. Gallhofer & W.E. Saris. (1997) Collective choice processes. A qualitative and quantitative analysis of foreign policy decision-making. Westport, Connecticut: Praeger Publishers.
- Saris W.E. & P.Sniderman (2004) Studies in Public Opinion: Attitudes, nonattitudes, measurement error and change. Princeton,  Princeton University Press.
- Saris W.E. and I.N. Gallhofer (2007) Design, evaluation and analysis of questionnaires for survey Research. Hoboken, USA. Wiley.
- Saris W.E. and I.N. Gallhofer (Second Edition, 2014) Design, evaluation and analysis of questionnaires for survey Research. Hoboken, USA. Wiley.

Publicaties over Structural Equation modellen
- W.E. Saris, L.H. Stronkhorst (1984) Causal Modelling in non-experimental research. Amsterdam: Sociometric Research Foundation.
- A. Satorra, W.E. Saris (1986) Power of the likelihood ratio test in covariance 	structure analysis. Psychometrika, vol. 50, p. 83-90.
- W.E. Saris, A. Satorra, D. Sörbom (1987) Detection and correction of structural equation models. Sociological Methodology 1987, 105-131
- W.E. Saris, A. Satorra, W.M. de Pijper (1991)A comparison of several approximations to the power function of the likelihood ratio test in covariance structure analysis. In: Statistica Neerlandica, 45, nr. 2, 173-185
- Saris W.E. , A Satorra, A. and W.M. van der Veld. (2009) "Testing Structural Equation Models or Detection of Misspecifications?", Structural Equation Modeling: A Multidisciplinary Journal, 16(4); pp. 561-582

Publicaties over Verbetering van de metingen
- W.E.  Saris,  C. Bruinsma,  W. Schoots, C. Vermeulen (1977) The use of magnitude  estimation in large scale survey research. In: Mens en Maatschappij, 369-395.
- W.E. Saris (1988) A measurement model for psychophysical scaling. In: Quality & Quantity, 22, 417-433
- Saris W.E. Words are sometimes not enough to express the existing information. In Fennema M., C.v.d.Eijk and H.Schijf In Search of Structure. Amsterdam, Het Spinhuis. 63-73, 1998.
- W.E. Saris (1987) Variation in Response Functions: a source of measurement error in survey research. Amsterdam. Sociometric Research Foundation.
- Saris W.E,  M. Revilla. J. Krosnick and E.M. Schaefer (2009) Comparing questions with agree/disagree response options to questions with item specific response options. Survey Research Methods, 16. 561-582
- P. Neijens, J.A.de Ridder and W.E.Saris(1992) An instrument for collecting informed opinions. Quality and Quantity,26,245-258,1992
- W.E. Saris, W.M. de Pijper (1986) Computer assisted interviewing using home computers. European Research, vol. 14,  p. 144-150.
- W.M. de Pijper, W.E. Saris (1986) The formulation of interviews using the program Interv. Amsterdam. Sociometric Research Foundation, pp.168
- W.E. Saris(1991) Computer-assisted interviewing. In: Sage Series Quantitative applications in the social sciences, nr. 07-080
- W.E. Saris CASIP: A complete automated system for information processing in family budget research, Eurostat report, 230, 1993
- Saris W.E. Ten years of interviewing without interviewers: 	The telepanel. In Couper M.P., R.P.Baker, J.Bethlehem,C.Clark, J.Martin, W.L.Nicholls II, J.M. O’reilly (EDS) Computer assisted survey information collection. New York Wiley, 409-431, 1998.

Publicaties over Multi-trait multimethod onderzoek
- W.E. Saris, A. v.Meurs (eds.): Evaluation of measurement instruments by meta-analysis of multitrait multimethod studies. North-Holland.

- W.E. Saris, F.M. Andrews(1991) Evaluation of measurement instruments using a structural modeling approach. In: P. Biemer, R. Groves, L. Lyberg, N. Mathiowetz, S. Sudman (eds.): Measurement errors in surveys. John Wiley & Sons.
- W.E. Saris and A. Münnich (Eds) (1994) Multitrait Multimethod approach to evaluate measurement instruments.Budapest , Eötvös University Press, 280.
- Scherpenzeel A,& W.E.Saris  The validity and reliability of 	survey questions: a meta analysis of MTMM studies. In Sociological Methods and Research, vol 25, 341-383, 1997.
- Saris W.E. , T.van Wijk & A.Scherpenzeel Validity and reliability of subjective social indicators: the effect of different measures of association. Social Indicators Research 45, 173-199,1998.
- Corten I.W.,W.E.Saris,W.M.van der Veld. C.E.Aalberts and C.Kornelis Fit of different models for Multitrait-Multmethod Experiments. Structural Equation Modeling , 9 (2), 213-232.
- Saris W.E. and C.Aalberts (2003) Different explanations for correlated disturbance terms in MTMM studies. In Structural Equation Modeling , 10, 193- 214.
- Saris W.E., A.Satorra & G.Coenders (2004) A new approach to evaluating the quality of measurment instruments: the split-ballot MTMM design. Sociological Methodology 2004, 311- 347.
- Revilla M. and W.E. Saris (2013) The Split-ballot Multitrait-Multimethod Approach: Implementation and Problems, Structural Equation Modeling: A Multidisciplinary Journal, 20(1); pp. 27-46.

Publicaties over de ontwikkeling van een procedure om de kwaliteit van de enquête vragen te voorspellen
- W.E.Saris and Irmtraud Gallhofer (2004) Operationalization of social science concepts by intuition. Quality and Quantity 38, 235-258.
- Saris W.E., W.vander Veld and I.Gallhofer (2004) Development and improvement of questionnaires using predictions of reliability and validity. In Presser et al. (Eds) Methods for testing and evaluating survey questionnaires. Hoboken, Wiley, 275-299.
- Saris W. E., and I. N. Gallhofer 2007.  Estimation of the effects of measurement characteristics on the quality of survey questions. Survey Research Methods, 1, 31─46.
- Saris W.E. and I.N. Gallhofer (2007) Design, evaluation and analysis of questionnaires for survey Research. Hoboken, USA. Wiley.
- Saris W. , D. Oberski, M. Revilla, D. Zavala, L. Lilleoja, I.Gallhofer and T. Gruner (2011) The development of the program SQP 2.0 for the prediction of the quality of survey questions, RECSM Working paper 24
- Saris W.E. and I.N. Gallhofer (Second Edition, 2014) Design, evaluation and analysis of questionnaires for survey Research. Hoboken, USA. Wiley.
- Saris W.E and M. Revilla (2016) Correction for measurement errors in survey research: necessary and possible. Social Indicators Research, 127(3): 1005-1020. First published online: 17 June 2015. DOI: 10.1007/s11205-015-1002-x Available at: http://link.springer.com/article/10.1007/s11205-015-1002-x